# Luciano (Vorname)
Luciano ist ein italienischer, spanischer und portugiesischer männlicher Vorname.
Der Name geht auf den römischen Cognomen Lucianus zurück, der wiederum von Lucius abgeleitet wird.

## Namensträger
- Luciano Agostiniani (1939–2022), italienischer Linguist und Etruskologe
- Luciano Albertini (1882–1945), italienischer Schauspieler und Produzent
- Luciano Baldessari (1896–1982), italienischer Architekt, Bühnenbildner, Maler und Designer
- Luciano Banchi (1837–1887), italienischer Politiker und Archivar
- Luciano Benetton (* 1935),  italienischer Modeunternehmer
- Luciano van den Berg (1984–2005), niederländischer Fußballspieler
- Luciano Berio (1925–2003), italienischer Komponist
- Luciano Borsato (* 1966), kanadischer Eishockeyspieler
- Luciano Borzone (1590–1645), italienischer Maler und Radierer
- Luciano Bottaro (1931–2006), italienischer Comiczeichner
- Luciano Burti (* 1975), brasilianischer Rennfahrer
- Luciano Bux (1936–2014), italienischer Geistlicher, Bischof von Oppido Mamertina-Palmi
- Luciano Canfora (* 1942), italienischer Philologe
- Luciano Castelli (* 1951), Schweizer Maler, Grafiker, Fotograf und Bildhauer
- Luciano Castellini (* 1945), italienischer Fußballspieler und -trainer
- Luciano Chiarugi (* 1947), italienischer Fußballspieler und -trainer
- Luciano Cordeiro (1844–1900), portugiesischer Schriftsteller und Geograph
- Luciano Crovato, italienischer Filmregisseur und Schauspieler
- Luciano Damiani (1923–2007), italienischer Bühnen- und Kostümbildner und Regisseur
- Luciano De Crescenzo (1928–2019), italienischer Schriftsteller und Ingenieur
- Luciano De Nardis (1865–1964), italienischer Dichter und Maler
- Luciano Dompig (* 1987), niederländischer Fußballspieler
- Luciano Emilio (* 1978), brasilianischer Fußballspieler
- Luciano Favero (* 1957), italienischer Fußballspieler
- Luciano Federici (1938–2020), italienischer Fußballspieler
- Luciano Ferrari (* 1998), argentinischer Leichtathlet
- Luciano Figueroa (* 1981), italienisch-argentinischer Fußballspieler
- Luciano Floridi (* 1964), italienischer Philosoph und Wissenschaftstheoretiker
- Luciano Folgore (1888–1966), italienischer Maler
- Luciano Galletti (* 1980), argentinischer Fußballspieler
- Luciano Gregoretti, italienischer Drehbuchautor und Filmregisseur
- Luciano Laurana (1420–1479), italienischer Architekt und Baumeister
- Luciano Ligabue (* 1960), italienischer Musiker, Schriftsteller und Regisseur
- Luciano Maiani (* 1941), italienischer Physiker
- Luciano Malaspina (1922–1979), italienischer Dokumentarfilmer und Journalist
- Luciano Manara (1825–1849), italienischer Freiheitskämpfer und Soldat
- Luciano Manuzzi (* 1952), italienischer Filmregisseur und Drehbuchautor
- Luciano Martino (1933–2013), italienischer Filmproduzent, Drehbuchautor und Regisseur
- Luciano Martins (Fußballspieler) (* 1963), brasilianischer Fußballspieler
- Luciano Michelini (* 1945), italienischer Komponist
- Luciano Minguzzi (1911–2004), italienischer Bildhauer
- Luciano Moggi (* 1937), italienischer Fußballmanager und Spielervermittler
- Luciano Monari (* 1942), italienischer Geistlicher, Bischof von Brescia
- Luciano Mordasini (1928–2014), Schweizer Diplomat
- Luciano Negrini (1920–2012), italienischer Steuermann
- Luciano Nervi (1938–2005), italienischer Geistlicher, Bischof von Mangochi
- Luciano Odorisio (* 1942), italienischer Filmregisseur und Drehbuchautor
- Luciano Pagliarini (* 1978), brasilianischer Radrennfahrer
- Luciano Pavarotti (1935–2007), italienischer Sänger (Tenor)
- Luciano Rabottini (* 1958), italienischer Radrennfahrer
- Luciano Re Cecconi (1948–1977), italienischer Fußballspieler
- Luciano Ricceri (1940–2020), italienischer Filmarchitekt und Kostümbildner
- Luciano Ricci (1928–1973), italienischer Filmregisseur und Drehbuchautor
- Luciano Rodríguez (* 2003), uruguayischer Fußballspieler
- Luciano Savorini (1885–1964), italienischer Turner
- Luciano Siqueira de Oliveira (* 1975), brasilianischer Fußballspieler
- Luciano Spalletti (* 1959), italienischer Fußballtrainer
- Luciano Spinosi (* 1950), italienischer Fußballspieler und -trainer
- Luciano Tesi (* 1931), italienischer Astronom
- Luciano Tovoli (* 1936), italienischer Kameramann
- Luciano Vázquez (* 1985), argentinischer Fußballspieler
- Luciano Vicari (* 1932), italienischer Geiger
- Luciano Vicentin (* 2000), argentinischer Volleyballspieler
- Luciano Vietto (* 1993), argentinischer Fußballspieler
- Luciano Vitullo (* 1983), argentinischer Tennisspieler
- Luciano Zuccoli (1868–1929), schweizerisch-italienischer Schriftsteller